# Làmpada de neó

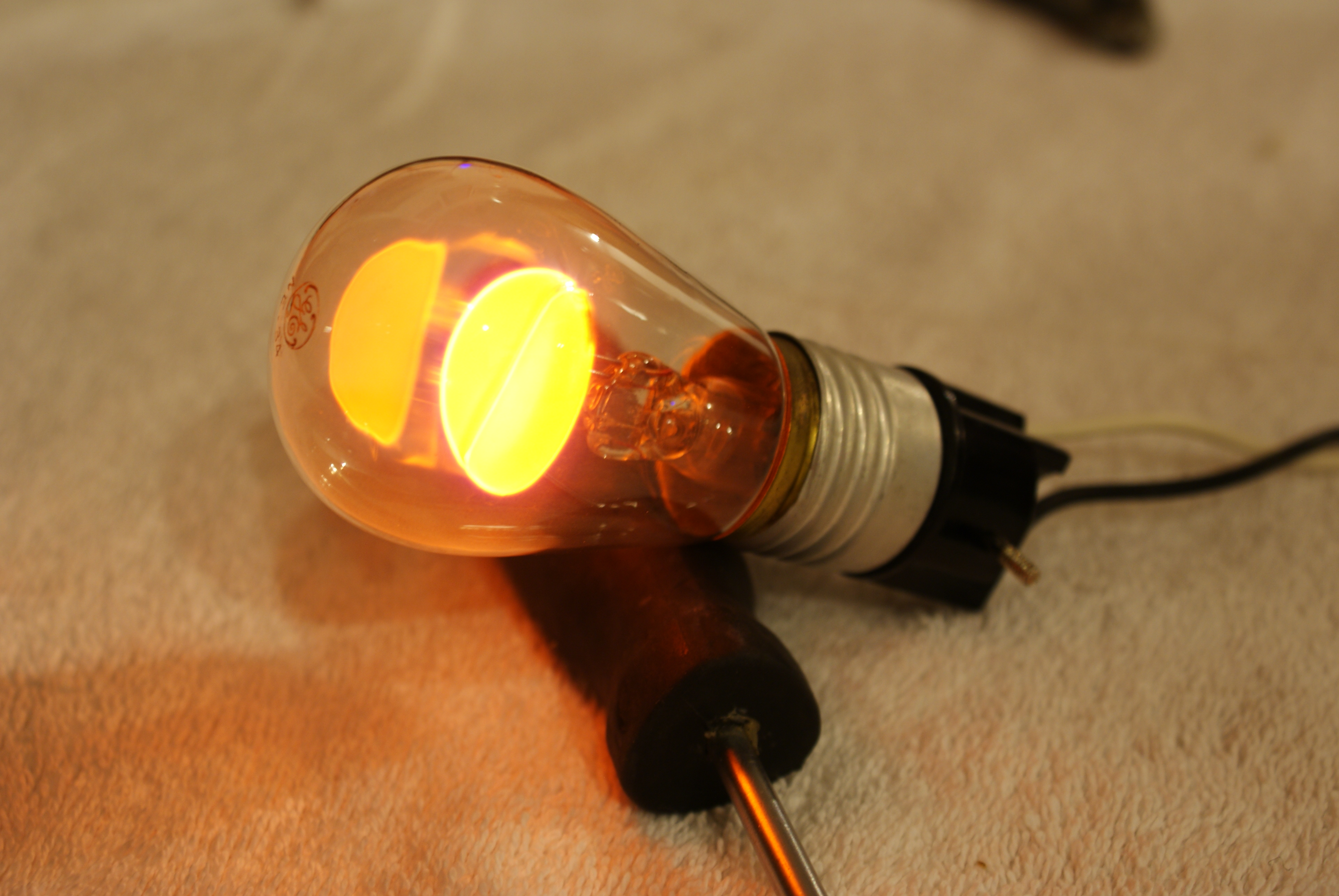
Llum de neó de General Electric, 1930.

Una làmpada de neó és una làmpada de descàrrega de gas que conté principalment gas neó a baixa pressió. Aquest terme s'aplica també a dispositius semblants omplerts d'altres gasos nobles, normalment amb l'objecte de produir diferents colors. Nikola Tesla va mostrar els seus llums de neó a la World Columbian Exposition de Chicago de 1893, tot i que les seves innovacions en aquest tipus d'emissió lumínica no van ser patentades regularment. Georges Claude va inventar una làmpada de neó el 1902 i la va mostrar en públic el 1910.

## Funcionament

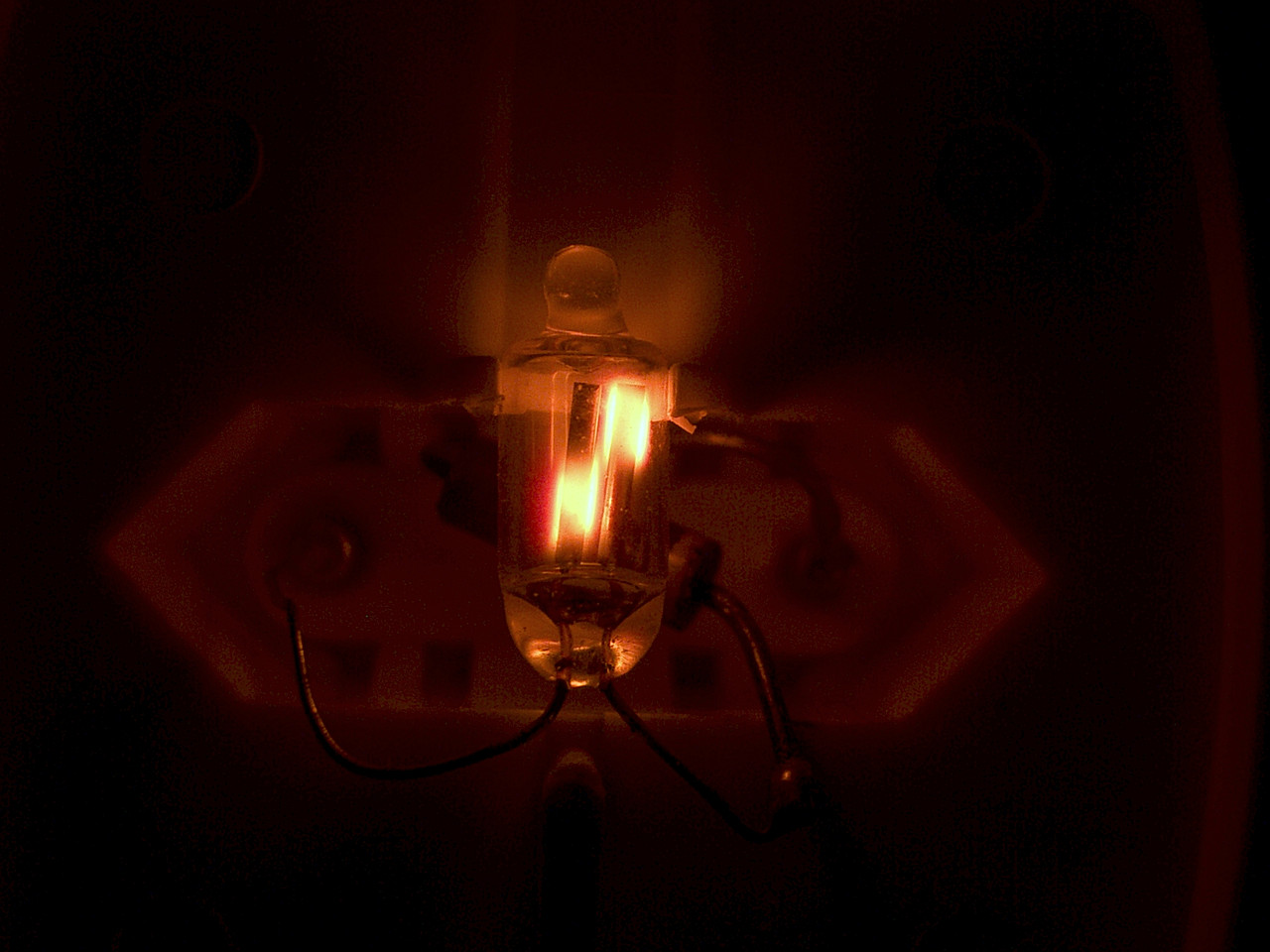
Llum de neó encès (tipus NE-2).

Es fa passar pel tub un petit corrent elèctric, que pot ser altern o continu, provocant que aquest emeti una brillantor vermella ataronjada. La fórmula exacta del gas és típicament la barreja penning (99,5% neó i 0,5% argó), que té un voltatge de ruptura menor que el neó pur.
Els llums de neó són dispositius de resistència negativa, de tal manera que incrementar el flux de corrent pel dispositiu incrementa el nombre d'ions, decrementant així la resistència del llum i permetent que flueixin corrents grans. A causa d'això, la circuiteria elèctrica externa al llum de neó ha de proporcionar un mètode de limitar el corrent del circuit o aquest s'incrementarà fins que la llum s'autodestrueixi. Per a làmpades de la mida d'intermitents, s'usa convencionalment un resistor per limitar el corrent. Per a les de mida rètol, el transformador d'alt voltatge sol limitar el corrent disponible, sovint comptant amb una gran quantitat d'inductància de fuga a la bobina secundària.
Quan el corrent que circula pel llum és menor que el corrent del circuit de descàrrega de corrent més alt, la descàrrega lluminosa pot tornar-se inestable i no cobrir tota la superfície dels elèctrodes. Això pot indicar envelliment de la llum, i s'aprofita per als llums de neó decoratius que simulen una flama. No obstant això, mentre un corrent massa baix provoca parpelleig, un corrent massa alt incrementa el desgast dels elèctrodes estimulant la polvorització catòdica, que recobreix de metall la superfície interna del llum i provoca que es faci fosc.
L'efecte de parpelleig és provocat per les diferències en el potencial d'ionització del gas, que depèn de l'espai entre els elèctrodes, la temperatura i la pressió del gas. El potencial necessari per disparar la descàrrega és més gran que el necessari per a sostenir-la. Quan no hi ha corrent suficient per ionitzar tot el volum de gas al voltant dels elèctrodes, només ocorre una ionització parcial i la brillantor apareix només al voltant de part de la superfície dels elèctrodes. Els corrents convectius fan que les zones brillants ascendeixin, de forma no molt diferent a les descàrrega en una escala de Jacob. Aquí es pot observar un efecte de fotoionització, a mesura que la zona de l'elèctrode coberta amb la descàrrega pot incrementar per la llum brillant a la làmpada.

## Aplicacions

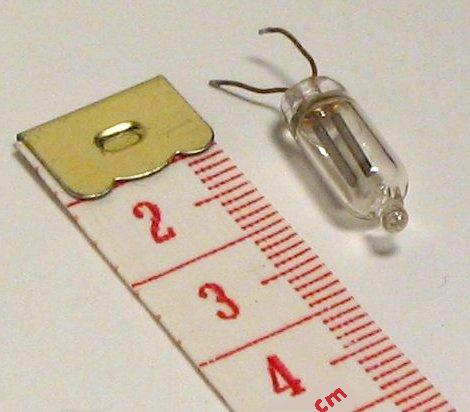
Llum de neó petit (tipus NE-2) al costat d'un regle mil·limetrat.

La majoria de les làmpades de neó petites, com les habituals NE-2, tenen una tensió disruptiva d'entre 90 i 110 volts. Aquesta característica permet el seu ús com a reguladors de voltatge o dispositius de protecció de sobretensió simples.
A la dècada de 1960 General Electric, Signalite i d'altres marques van fer petits llums de neó extra-estables per a usos electrònics. Van idear fins i tot circuits lògics digitals, memòries binàries i divisors de freqüència fent servir neons. Aquests circuits van aparèixer en òrgans electrònics dels anys 1950, així com en alguna instrumentació.
Els llums de neó petits es fan servir com a indicadors en equips electrònics. Els grans es fan servir en rètols de neó, ja que a causa del seu baix consum elèctric són bons llums nocturns. Degut al seu relativament ràpid temps de resposta, en els primers desenvolupaments de la televisió els llums de neó van ser usats com a font de llum en moltes pantalles de televisió mecànica. També es van usar per a molts altres fins: atès que una làmpada de neó pot actuar com a oscil·lador de relaxació amb l'addició d'un resistor i un capacitor, pot ser usada com un llum centellejant simple o oscil·lador de so. Els llums de neó amb elèctrodes de diverses formes anomenades tubs Nixie també es fan servir com a displays alfanumèrics.
En les làmpades excitades amb corrent altern, tots dos elèctrodes produeixen llum, però en les excitades amb corrent continu només brilla l'elèctrode negatiu, pel que poden fer-se servir per a distingir entre fonts de corrent altern i contínu, així com per assegurar la polaritat de les fonts de continu.
Els llums de mida petita també poden omplir-se amb argó o xenó en lloc de neó, o barrejat amb aquest. Encara que la majoria de les característiques operatives romanen iguals, els llums emeten una llum blavosa (incloent alguna ultraviolada) en comptes de la característica brillantor vermella ataronjada del neó. La radiació ultraviolada pot usar-se per excitar un recobriment de fòsfor de l'interior de la bombeta i proporcionar així una àmplia gamma de diversos colors, inclòs el blanc. Una barreja de neó i criptó pot usar-se per obtenir llum verda.